# Schiffssicherheitsverordnung
Die Schiffssicherheitsverordnung enthält nationale Umsetzungen der international vereinbarten Schifffahrtsvorschriften SOLAS in das deutsche Recht. Sie behandelt Sicherheitsstandards von Schiff, Ausrüstung und Besatzung.
Sie wurde 1998 vom Bundesverkehrsministerium (BMVBW) (heute Bundesministerium für Verkehr und digitale Infrastruktur (BMVI)) erlassen.
Im März 2020 änderte das BMVI zuletzt durch die 19. Schiffssicherheitsanpassungsverordnung die Schiffssicherheitsverordnung. Ziel der Änderung war es unter anderem, Hilfseinsätze von zivilen Seenotrettungsschiffen zu erschweren. Das Hamburgische Verwaltungsgericht erklärte diese Verschärfung der Verordnung im Oktober 2020 für unzulässig, da sie gegen EU-Recht verstoße.